# Лукас Подольскі
Лу́кас Подо́льскі (нім. Lukas Podolski, пол. Łukasz Podolski, нар.4 червня 1985, Гливиці, Польща) — німецький футболіст польського походження, нападник польського клубу «Гурник» (Забже) та, у минулому, збірної Німеччини.
Багаторазовий володар чемпіонських титулів та національних кубків у складі Баварія (Мюнхен), Арсенал (Лондон) і Галатасарай (Стамбул); віце-чемпіон Європи (2008) та чемпіон світу (2014) у складі національної збірної Німеччини. Улюбленець німецьких ЗМІ та фанів під прізвиськом «Польді», поряд із Мірославом Клозе символ успішної інтеграції поляків у німецьке суспільство та спорт.

## Біографія
Народився у спортивній сім'ї: батько — колишній відомий футболіст Польщі з німецьким корінням Вальдемар Подольскі, мати — Кристина Подольска, за походженням полька, гандболістка, гравчиня національної збірної Польщі з гандболу. Родина виїхала з Польщі до Західної Німеччини в 1987 році.
Дебютував у національній збірній Німеччини 6 червня 2004 року, вийшовши на заміну у грі з угорцями (поразка німців 0:2). Та гра була частиною підготовки німців до чемпіонату континенту, а дебют етнічного поляка мав цікаву історію — до кінця не було відомо, чи наставник Німеччини Руді Феллер включить Подольского до списку 23 учасників Євро-2004 чи ні. Оголосивши 22 футболістів, гол. тренер залишив одне місце для когось із двох юних талантів: Подольского і Швайнштайґера. Зрештою, 31 травня Феллер обрав Лукаса, який у результаті вперше вийшов на поле у складі дорослої збірної лише 6 червня. Подольскі провів одну гру на чемпіонаті Європи 2004.
У сезоні 2004/05 став найкращим бомбардиром другої Бундесліги, забивши 24 м'ячі. «Кельн» займає перше місце і виходить до першої Бундесліги.
За результатами сезону 2005/06 «Кельн» вилетів із найвищої ліги — 12 голів Подольского не допомогли клубу втриматися у еліті. У травні 2006 року 20-річний нападник підписує контракт з лідером німецького футболу — мюнхенською «Баварією», а сума трансферу склала близько 10 млн. євро.
На чемпіонаті світу 2006 Подольскі разом із Клозе був основним нападником збірної Німеччини. Лукас забив на турнірі 3 м'ячі і удостоївся звання найкращого молодого гравця чемпіонату світу. Був серед 50 кандидатів на «Золотий м'яч»-2006. Набрав 3 пункти (17-19 місця).
Удома з батьками розмовляє польською, алкоголю будь-якого виду не вживає. 18 квітня 2011 в Кельні одружився з полькою Монікою Пухальською, має сина Луїса. Повінчалися влітку в Польщі.

## Питання громадянства
Після переселення до Німеччині Подольскі одержав право на німецьке громадянство відповідно до § 116 Конституції Німеччини — «… як особа яка має німецьке етнічне походження або є нащадком людини, яка народилася на території Німецької імперії за станом на 31 грудня 1937 року».
Після того, як 8 червня 2008 Лукас забив обидва голи у ворота збірної Польщі у важливому матчі ФРН — Польща Чемпіонату Європи-2008, ряд політиків Польщі закликали «позбавити Подольскі польського громадянства». З цією ініціативою зокрема виступив член президії націонал-католицької партії «Ліга польських родин» Мирослав Ожеховські (Miroslaw Orzechowski). Якщо президент Лех Качинський на це не піде, Ожеховські навіть пригрозив застосувати «юридичні кроки». Інші польські політики висміяли Ожеховського. Однак німецький політичний часопис FOCUS визначив, що питання щодо можливого подвійного громадянста для таких, як Лукас Подольскі, є дійсно дилемою і часто не тільки юридичною, але й емоційною.

Сам Лукас Подольскі на це офіційно заявив, що він окрім німецького ніякого іншого паспорту не має. В різних інтерв'ю, як німецьким так і польськім ЗМІ, він давав про себе не завжди однозначні відомості:
Умови життя у Польщі ставали все гіршими. Моїм батькам було дуже нелегко зважитись на еміграцію до Німеччини.
В мене два серця — одне німецьке і одне польське (…) Поляком я себе почуваю трохи менше.
Я завжди підкреслюю, що я поляк. Моє серце б'ється по-польськи
За німецькими ЗМІ, на відміну від Мірослава Клозе він «майже або зовсім не почуває себе земляком поляків». Польські часописи навпаки підкреслювали, що він розмовляє з помітним верхньо-сілезьким акцентом та заявив, що «на відміну від Мірослава Клозе він ніколи не співає з командою німецький гімн».

## Кар'єра у національній збірній
Почав грати у національній юнацькій збірній (U-17) ФРН у 2001 році. Згідно інсайдерській інформації трохи пізніше йому прийшло запрошення від Польського футбольного союзу грати за збірну Польщі, яке він відхилив, як вважається, з фінансових міркувань. Пізніше Подольскі ці чутки неодноразово спростовував. На думку футбольних експертів, польські тренери свою нагоду просто «проспали».
У травні-червні 2001 він вже грав за юніорську збірну Німеччини (U-21) на чемпіонаті Європи. Незважаючи на те, що молодіжна збірна ФРН виступила дуже невдало і не піднялась вище групи, Подольскі був заявлений тренерами у головну національну збірну на Євро-2004 у статусі запасного 5-го форварда. Після цього Подольскі виходив на поле тільки на заміну, а збірна ФРН зіграла весь сезон дуже невдало.
Вперше він вийшов у основному складі збірної лише в кінці 2004 року проти збірної Японії, а свої перші два голи забив 21 грудня 2004 у грі проти збірної Таїланду. У Кубку конфедерацій 2005 в Німеччині він виступив вже як гравець основного складу і забив чотири голи у трьох матчах.
Найкращий молодий форвард світуПісля того, як він у заліковій грі проти збірної Південної Африки забив сам три голи, а четвертий був забитий з його подачі, він став постійним гравцем основного складу. На ЧС-2006 він зіграв у кожному матчі і забив три голи. Після цього Технічний комітет ФІФА визнав його найкращим молодим гравцем чемпіонату світу у віці до 21 року. Цим він випередив таких відомих футболістів, як Ліонель Мессі (Аргентина) та Кріштіану Роналду (Португалія). У 21 рік він вже забив 16 міжнародних голів, що до цього раніш не вдавалося жодному гравцеві у світі в цьому віці.
У складі головної національної збірної Німеччини Подольські як правило грав у зв'язці з Мірославом Клозе. Після закінчення кар'єри Клозе, грав у парі з Томасом Мюллером.
Остання гра за збірнуСвій останній, 130-й матч, Подольські зіграв за національну збірну 22 березня 2017 на дортмундському стадіоні Сігналь Ідуна Парк. Подольські вийшов на поле з пов'язкою капітана та прапором рідного міста Кельн в руках. На 69-й хвилині гри він з 20 метрів повз трьох англійських захисників і воротаря «гарматним пострілом» у ліву «дев'ятку» забив свій останній 49-й гол за збірну ФРН і єдиний гол у грі 1:0 (0:0).
Для любителів статистики: це була перша перемога збірної ФРН на своєму полі над збірною Англії за останні 30 років. І вперше з 1908 року за всю історію зустрічей збірних цих країн ФРН виграла з «сухим» рахунком.

## Титули та досягнення
- Чемпіон світу: 2014
- Бронзовий призер чемпіонату світу: 2006, 2010
- Віце-чемпіон Європи: 2008
- Чемпіон Німеччини: 2008
- Володар Кубка Німеччини: 2008
- Володар Кубка німецької ліги: 2007
- Володар Кубка Англії: 2014
- Володар Кубка Туреччини: 2016
- Володар Суперкубка Туреччини: 2015, 2016
- Володар Кубка Імператора: 2019